# Виньеро, Морис
Морис Мари Жозеф Виньеро (фр. Maurice Marie Joseph Vignerot, 25 ноября 1879 — 28 сентября 1953) — французский крокетчик, серебряный призёр летних Олимпийских игр 1900.
На Играх Виньеро участвовал только в соревнованиях среди одиночек по два мяча. В первом раунде он выиграл у своей соотечественницы Деспре со счётом 2:0 (42:40). Во втором, он дважды выиграл у французов Жак Сотеро и Блашер, но один раз проиграл Кретьену Вейделику, и поэтому он занял второе место.